# Škrka
Škrka är en sjö i Bosnien och Hercegovina.   Den ligger i entiteten Federationen Bosnien och Hercegovina, i den södra delen av landet, 100 km sydväst om huvudstaden Sarajevo.
Trakten runt Škrka består till största delen av jordbruksmark. Runt Škrka är det ganska tätbefolkat, med 93 invånare per kvadratkilometer.